# Laguna Raicitas
Laguna Raicitas är en lagun i Guatemala.   Den ligger i departementet Departamento de Retalhuleu, i den sydvästra delen av landet, 160 km väster om huvudstaden Guatemala City. Laguna Raicitas ligger 1 meter över havet.